# رسول أباد العليا (أبرومند)
رسول أباد العلیا (بالفارسية: رسول‌آباد علیا) هي قرية تقع في إيران في قسم أبرومند الريفي. يقدر عدد سكانها بـ 228 نسمة .